# Ghatotkacha
Ghatotkacha, död 319, var en indisk monark. Han var regerande monark av Guptariket mellan 280 och 319.